# Molinari Oumelkheir
Molinari Oumelkheir (en arabe : موليناري أم الخير), dite Leïla (en arabe : ليلى), née en 1935 à Laghouat ou le 26 février 1937 à Alger et morte en 1959 à Aïn Fekan, est une militante algérienne d'origine italienne, martyre de la guerre d'indépendance algérienne. Elle est un symbole de l'engagement des femmes pour l'indépendance de l'Algérie.
Elle est la petite-fille de l'architecte italien Giacomo Molinari, édificateur de la grande mosquée (El Safah) de Laghouat et participant à l'architecture du fort Bouscaren.

## Biographie

### Origines
Son grand-père paternel, Giacomo Molinari, est un immigré italien arrivé en Algérie (alors colonie française) au milieu du XIXe siècle. Architecte de profession, il participe à la reconstruction de la vieille ville de Laghouat, ravagée par l'armée française lors du siège de 1852. Apprécié des autochtones et attiré par leur religion, il se convertit à l'islam et épouse une femme de la famille Bedj de Sidi Bouzid avec qui il a quatre enfants : trois filles et un fils du nom de Mohamed. Dans les années 1920, ce dernier, à la recherche d'un travail, quitte Laghouat pour s'établir dans la vallée de Koriche à Alger, où Oumelkheir naît le 26 février 1937.

### Engagement en faveur de l'indépendance algérienne
Réputée pour sa promptitude, sa sagacité et son aversion envers les colons, elle se rallie rapidement à la révolution algérienne. Poseuse de bombes de 1956 à 1959, elle participe à la bataille d'Alger au début de l'année 1957. Échappant à la capture lors du démantèlement du réseau bombes, elle parvient à rejoindre une katiba de la Wilaya IV à la mi-1957. Elle passe à la Wilaya V (ar) fin 1958 et y reste jusqu'à son martyre lors de la bataille d'Aïn Fekan en 1959. Son frère cadet, Smaïn, est assassiné à Alger par l'OAS en 1961.

## Hommage
Une des rues de Bab El Oued à Alger porte son nom.